# Assa Abloy
Assa Abloy AB (NASDAQ OMX: ASSA B) er en svensk registreret multinational koncern, som er verdensledende inden for låse-, sikkerhed og dørløsninger. Koncernen er etableret i 1994 ved en fusion af den svenske sikkerhedskoncern Securitas ABs låsevirksomhed Assa og finske Metras låsevirksomhed Abloy. 8. november 1994 blev Assa Abloy børsnoteret på Stockholmsbörsens O-liste.
Siden etableringen i 1994 er koncernen vokset i omsætning fra 3 til 68 mia. svenske kroner (2015). Væksten er sket ved organisk vækst og ved opkøb. Koncernen har ca. 45.995 medarbejdere (2015) og en markedsandel på ca. 10 %. Assa Abloy er markedsledende i store dele af Europa, Nordamerika og Australien. Samlet er virksomheden tilstede i mere end 70 lande. Hovedkontoret ligger på Klarabergsviadukten 90 i Stockholm.
Assa Abloy købte i marts 2000 britiske YALE for 11,4 mia. svenske kroner.

## Organisation

### Divisioner
ASSA ABLOY har fem divisioner – EMEA, Americas, Asia-Pacific, Global Technologies og Entrance Systems.
- Division EMEA fungerer i Europa, Mellemøsten og Afrika. Eksempler på mærker: ABLOY, ASSA, IKON, TESA, YALE, Vachette, Certego og Ruko. Divisionen styres fra London i Storbritannien.

- Division Americas fungerer i Nord- og Sydamerika. Eksempler på mærker: Corbin Russwin, Curries, Emtek, Medeco, Phillips, SARGENT og La Fonte. Divisionen styres fra New Haven i Connecticut i USA.

- Division Asia-Pacific fungerer i Asien og Oceanien. Eksempler på mærker: Lockwood, Guli, Wangli, Baodean, Tianming, Shenfei, Interlock og iRevo. Divisionen styres fra Hongkong.

- Division Global Technologies fungerer globalt. Forretningsenheden HID Global fremstiller og sælger produkter til elektronisk passagerkontrol, adgangskort og identificeringsteknologi. Forretningsenheden ASSA ABLOY Hospitality fremstiller, sælger og servicerer elektroniske låseprodukter og programmer til hoteller og krydstogsskibe. Eksempler på mærker: HID, Fargo, Elsafe og VingCard.

- Division Entrance Systems fremstiller, sælger og servicerer automatiske dørsystemer. Eksempler på mærker: Besam, Crawford, Megadoor, EntreMatic og Ditec. Divisionen styres fra Landskrona i Sverige.

### Administrerende direktører
ASSA ABLOY har haft følgende administrerende direktører og koncernchefer: 1994-2003 Carl-Henric Svanberg, 2003-2005 Bo Dankis, 2005- Johan Molin.

## Produkter og markeder

### Produkter
Koncernens produkter omfatter mekaniske låsesystemer, elektromekaniske- og elektroniske låsesystemer. Desuden passagersystemer, dørautomatik, dørlukkere, låsebeslag og sikkerhedsdøre.

### Konkurrenter
ASSA ABLOY har fem hovedkonkurrenter: Ingersoll Rand (USA), Stanley Black & Decker (USA), Dorma (Tyskland), Kaba (Schweiz) og Hörmann (Tyskland). De er alle stærke på deres respektive lokale markeder og har international tilstedeværelse. I Asien er der mange mindre konkurrenter. Ingen af disse har dog en dominerende position hver for sig.

## Historie
- 1994 - ASSA ABLOY etableres ved sammenlægning af svenske ASSA og finske Abloy. Det nye selskab noteres på Stockholms Fondsbørs den 8. november 1994.
- 1996 - Opkøbet af Essex placerer ASSA ABLOY på det elektroniske sikkerhedsmarked i USA.
- 1997 - Den franske låsekoncern Vachette opkøbes, med enhederne Vachette, JPM, Laperche og Bezault i Frankrig og Litto i Belgien.
- 1998 - Ekspansion i Nordamerika via opkøb af Medeco. Afdelinger åbnes i Kina og opkøb af Precise Security Supplies i Hongkong.
- 1999 - Erhverver producenten af højsikkerhedslåse Mul-T-Lock i Israel. Via opkøbet af den tyske virksomhed effeff får ASSA ABLOY en god position på markedet for elektromekaniske låse. Andre opkøb er Lockwood i Australien og Fichet i Frankrig, producent af højsikkerhedslåse. Opkøb af Sveriges næststørste låsegrossist AKI Aktiebolaget KÅFS Industrier.
- 2000 - Den globale låsekoncern Yale Intruder Security opkøbes. Opkøbet af HID føjer leverandørløsninger for sikker, elektronisk identificering og adgangskontrol til produktporteføljen.
- 2001 - ASSA ABLOY deltager i kapsejladsen Volvo Ocean Race. Af andre opkøb kan nævnes Interlock i New Zealand og TESA i Spanien.
- 2002 - Erhverver det svenske firma Besam, som leverer dørautomatik til fodgængere. ASSA ABLOYs båd ender på andenpladsen i Volvo Ocean Race.
- 2003 - Carl-Henric Svanberg forlader sin stilling som adm. dir. og koncernchef for ASSA ABLOY til fordel for en stilling som adm. dir. og koncernchef for telekomfirmaet Ericsson og efterfølges af Bo Dankis.
- 2004 - Teknologien Hi-O lanceres, udviklet af ASSA ABLOY til netværksstyrede adgangssystemer og elektroniske døre. Opkøber Security Merchants Group i Australien og New Zealand.
- 2005 - Bo Dankis forlader sin stilling som adm. dir. og koncernchef for ASSA ABLOY og efterfølges af Johan Molin, tidligere formand for industrikoncernen Nilfisk-Advance Nilfisk. Opkøb af hovedparten af Wangli, en førende producent af højsikkerhedsdøre og -låse i Kina.
- 2006 - Opkøb af Fargo Electronics som udvikler systemer til sikker udfærdigelse af kontokort, betalingskort, kreditkort og ID-kort.
- 2007 - Opkøb af blandt andet Baodean i Kina og iRevo i Sydkorea, en vigtig aktør inden for digitale dørlåse. En ny varemærkestrategi lanceres med ASSA ABLOY som hovedvaremærke.
- 2008 - Teknologien Aperio lanceres, som kan bruges til at forbinde mekaniske låse trådløst med eksisterende adgangssystemer. Opkøb af blandt andre Beijing Tianming og Shenfei i Kina, Gardesa og Valli&Valli i Italien, Copiax i Sverige, Cheil i Sydkorea og Rockwood i USA.
- 2009 - Efter 15 år er koncernen næsten 10 gange større end i 1994. Det italienske firma Ditec Group, med fremstilling af produkter til indgangsautomatik såsom sektionsdøre, højhastighedsdøre, porte og afspærringer opkøbes.
- 2010 - En fuldt dækkende mobilnøgletjeneste med NFC-teknologi, ASSA ABLOY Mobile Keys, lanceres. Aktiemajoriteten i industrikoncernen Cardo med produktion af blandt andet industri- og garageporte samt pumper fra L E Lundbergföretagen opkøbes, og der afgives bud på de resterende aktier. Andre opkøb er Pan Pan, Kinas største producent af højsikkerhedsdøre af stål, King Door Closers, producent af dørlukkere i Sydkorea, Paddock i Storbritannien samt ActivIdentity, Security Metal Products og LaserCard i USA. Opkøb af andel i Agta Record i Schweiz.
- 2011 - Opkøbet af Cardo afsluttes og indgår i koncernen som Crawford. FlexiForce opkøbes, begge udvider ASSA ABLOYs kundetilbud inden for industridøre, dokningssystemer og garageporte.
- 2012 - Opkøb i USA: 4Front i USA, leverandør af dokningssystemløsninger, Manufacturing Inc., producent af alurammer og -døre til indretning samt Albany dørsystemer, hurtige industrielle dørløsninger. I Kina: Sanhe Metal, brand- og sikkerhedsdørproducent og Shandong Guoqiang Hardware Technology, vinduesbeslagprodukter. I Storbritannien: Securistyle Group Holdings Limited og Traka. I Canada: Helton. Lancering af Seos, et økosystem med NFC der erstatter nøgler med mobiltelefoner.
- 2013 - Forbes lister ASSA ABLOY som nummer 78 blandt verdens mest innovative virksomheder. Opkøb: Mercor SA i Polen, producent af brand- og sikkerhedsdøre; Ameristar i USA, producent af højsikkerhedshegn og -porte; Amarr, producent af foldeporte.
- 2014 - Opkøb: IdenTrust i USA, digital autentificering; Lumidigm i USA, biometrisk identificering. Forbes lister ASSA ABLOY som nummer 93 blandt verdens mest innovative virksomheder.
- 2015 - Opkøb: MSL I Schweiz, innovative låse; Quantum Secure I USA, identificering; Teamware i Malaysia, låse og beslag; L-Door i Belgien, foldeporte; Flexim I Finland, låsesmede; Prometal Group i Forenede Arabiske Emirater, sikkerhedsdøre.[5]

## Samarbejde med højere læreanstalter og universiteter
Virksomheden er et af medlemmerne, kaldet Partners, i Handelshögskolan i Stockholms partnerprogram for virksomheder, der bidrager økonomisk til institutionen og arbejder tæt sammen med den, når det gælder forskning og uddannelse. I løbet af 2015 gik ASSA ABLOY ind som partner i KTH Things, en start-up-hub for virksomheder inden for området The Internet of Things.

## Udmærkelser
Forbes har udnævnt ASSA ABLOY til en af verdens 100 mest innovative virksomheder. I 2013 opnåede man en 78. plads, og i 2014 var placeringen nr. 93.